# پریش سنت توماس لولند
پریش سنت توماس لولند (به لاتین: Saint Thomas Lowland Parish) یک قصبه در سنت کیتس و نویس است که در سنت کیتس و نویس واقع شده‌است. پریش سنت توماس لولند ۲٬۰۳۵ نفر جمعیت دارد.